# Syndroom van Cushing
Het syndroom van Cushing (ICD-10 E24) is een verzameling van symptomen die veroorzaakt wordt door een te hoog cortisolgehalte in het bloed (hypercortisolemie). Dit kan een gevolg zijn van inname van medicijnen die corticosteroïden bevatten, zoals inhalatiecorticosteroïden of huidzalven, of van een te hoge cortisolproductie door de bijnieren of vanuit de hypofyse. 
Cortisol is een katabool hormoon, dat wordt aangemaakt in de bijnieren, aangestuurd vanuit de hypofyse.
Het wordt ook wel het 'stresshormoon' genoemd, omdat het vrijkomt bij lichamelijke of geestelijke stress. Het breekt eiwitten af in de spieren, waarbij, via gluconeogenese, glucose vrijkomt en daardoor vervolgens, via de celademhaling, de bij stress benodigde energie.
In de stofwisseling speelt het een rol bij:
- de koolhydraathuishouding (het bevorderen van gluconeogenese in de lever)
- de vetstofwisseling (het bevorderen van de lipolytische (vetafbrekende) werking van adrenaline en noradrenaline)
- de eiwitomzetting (katabolisme).

Cortisol remt onder meer ontstekingsreacties, en veroorzaakt een stijging van de hoeveelheid glucose in het bloed (hyperglykemie). Het lichaam reageert op het te hoge glucosegehalte door het hormoon insuline te produceren. Het langdurig verhoogde gehalte van 
zowel cortisol als insuline in het bloed zorgt samen voor een abnormale verdeling van het lichaamsvet. Ook leidt een continu verhoogde productie van insuline uiteindelijk vaak tot suikerziekte (diabetes mellitus). 
Het verhoogde cortisol zorgt ook voor de afbraak van eiwitten in de huid en in het haar en verzwakt zo het bindweefsel. 
Cortisol heeft daarnaast een remmend effect op een ander hormoon, ADH, wat ervoor zorgt dat iemand met het syndroom veel moet plassen (polyurie).

## Symptomen

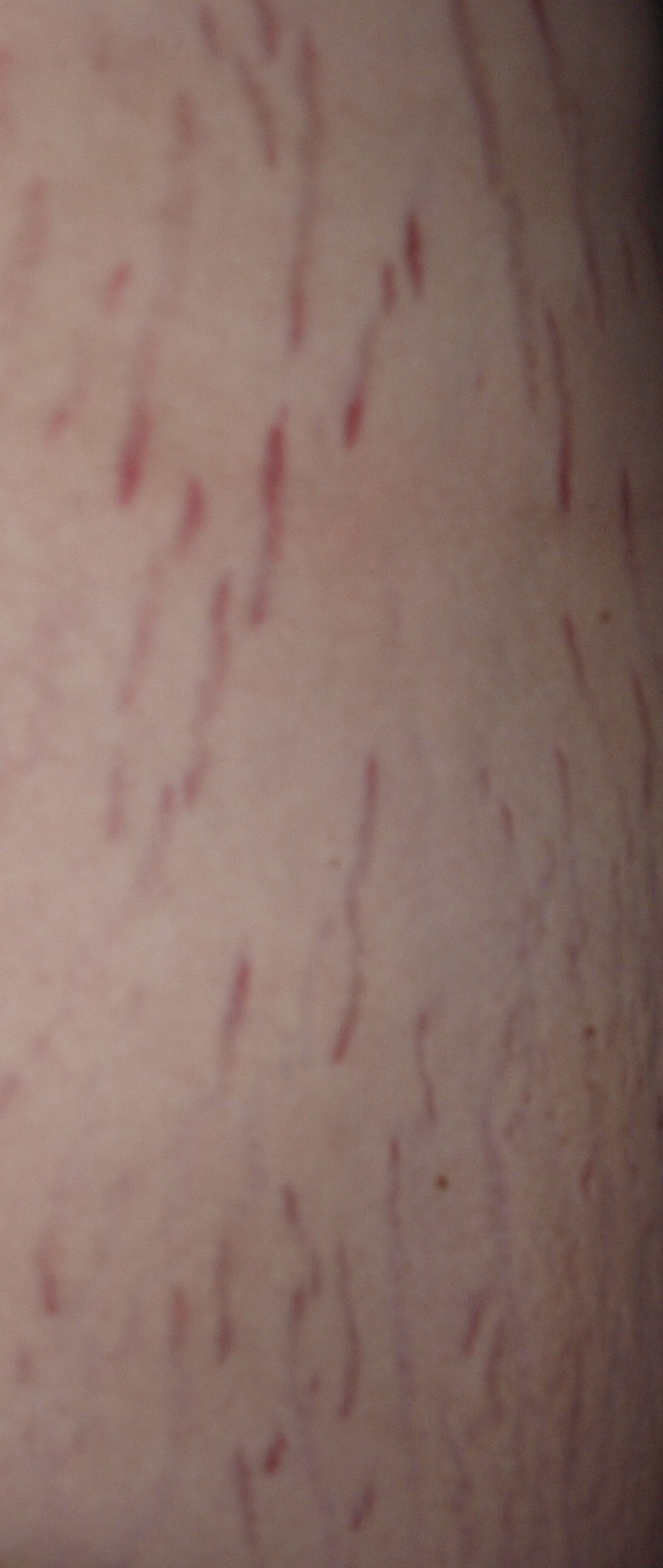
Striae in de zij bij een cushingpatiënt

- Typische vetverdeling: vetopstapeling ter hoogte van de buik (centrale adipositas), terwijl de armen en benen slank zijn en soms zelfs mager door spierafbraak.
- Gewichtstoename. Door de ongewone vetverdeling over het lichaam lijkt iemand ook veel dikker.
- Moonface (letterlijk 'maangezicht'), een rond opgeblazen gelaat
- Bisonnek (ook wel 'buffalo hump' genoemd), een bochel van vet hoog op de rug
- Dunnere huid, waarbij er sneller dan normaal blauwe plekken ontstaan
- Striae (zwangerschapsstrepen) op buik en billen door gewichtstoename en verzwakking bindweefsel.
- Vermoeidheid
- Slaapproblematiek, waarbij het dag-nachtritme moeilijk is te handhaven.
- Dunner wordende spieren (spieratrofie) en vermindering spierkracht
- Dunner en brokkelig wordende haren
- Vaak moeten plassen (polyurie)
- Te hoog cortisol in het bloed. Het cortisol kan ook in het speeksel en de urine gemeten worden.
- Overmatige acne
- Hypertensie (hoge bloeddruk)
- Kwalitatief minder parodontium

### Bij vrouwen
- Verminderde vruchtbaarheid of verminderd libido.
- Toename van haargroei (hirsutisme) op gelaat, borsten, buik en ledematen. De menstruatie kan onregelmatig worden of zelfs helemaal uitblijven.
- Op lange termijn kan osteoporose optreden door een inhibitie van osteoblastactiviteit en door het wegvallen van inhibitie van osteoclasten door oestrogenen, welke minder aangemaakt worden door de negatievefeedbackloop (de aanmaak van androgenen en oestrogenen worden eveneens gestimuleerd door CRH en ACTH, waarvan de vrijlating onderdrukt wordt door cortisol).

### Bij mannen
- Verminderde vruchtbaarheid, verminderd libido en/of impotentie.

## Oorzaken
De oorzaken kunnen hun oorsprong hebben in:
- een goedaardig adenoom in de hypofyse. De hypofyse geeft dan te veel ACTH af, een hormoon dat de bijnieren stimuleert om cortisol te maken. Dit wordt ook wel de ziekte van Cushing genoemd. Dit is een specifieke vorm van het syndroom van Cushing.
- de bijnier zelf, waarin om één of andere reden te veel cortisol geproduceerd wordt.
- iatrogeen, door behandeling met corticosteroïden voor een andere ziekte

Dit zijn de belangrijkste oorzaken van het syndroom van Cushing. Andere oorzaken kunnen zijn gelegen in:
- de hogere hersencentra: zware depressie
- de hypothalamus (overmatige afgifte van het hormoon CRH; corticotropin-releasing hormone)
- een tumor buiten de hypofyse, die ACTH produceert (bijvoorbeeld een longcarcinoom). Dit wordt ectopische Cushing genoemd.

## Geschiedenis
De eerste beschrijving van het syndroom van Cushing is van de hand van Harvey Cushing, die dacht te maken te hebben met één specifieke ziekte die deze symptomen veroorzaakte. Nadien bleken er ook andere oorzaken van het syndroom te zijn. De eerst beschreven oorzaak van dit syndroom, een hypofyse-adenoom met hypersecretie van ACTH, wordt – enigszins verwarrend – de ziekte van Cushing genoemd.